# 樂年花園

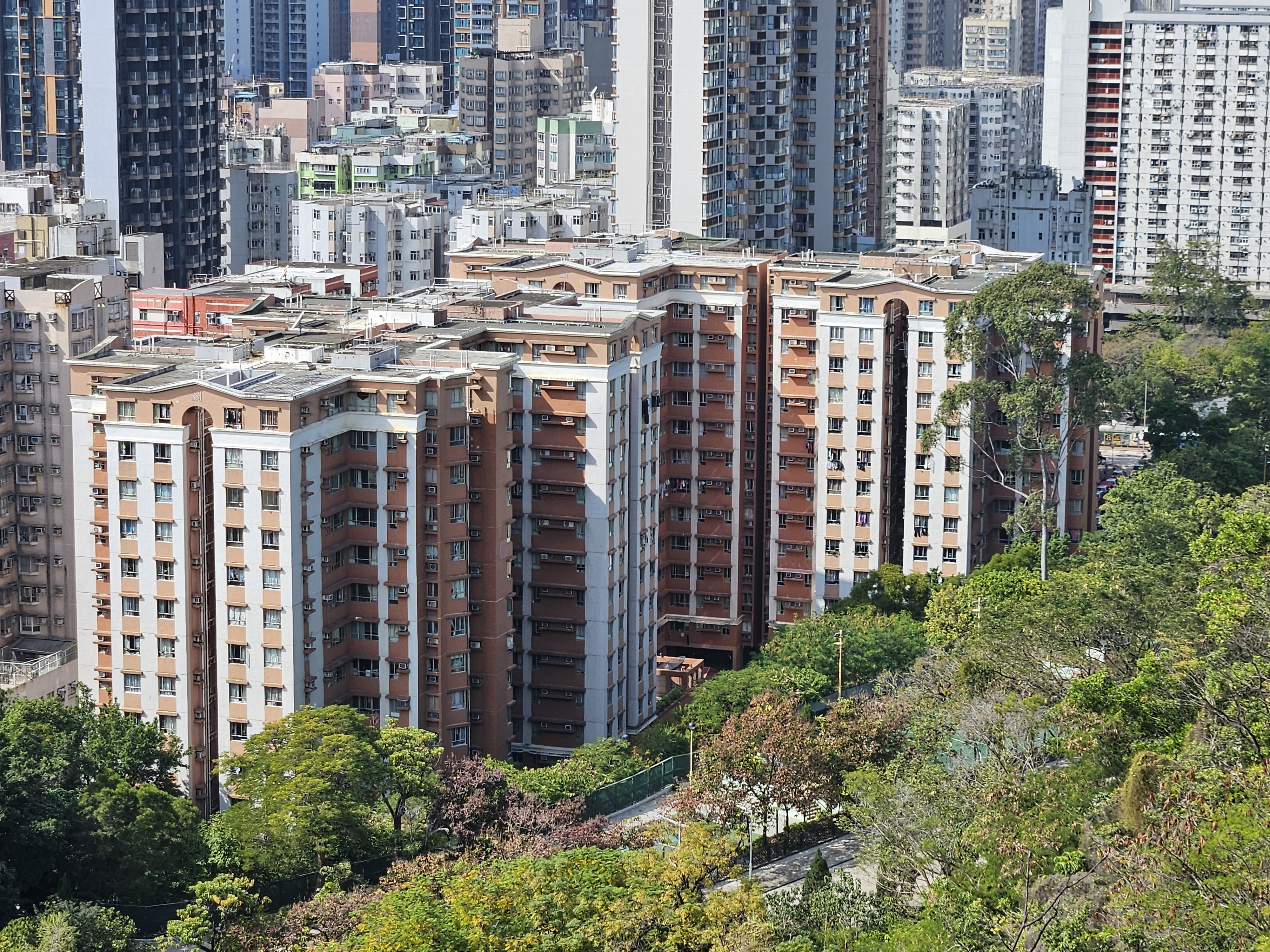
嘉頓山望向樂年花園

樂年花園（英語：Cronin Garden），為香港房屋協會策劃重建之屋苑，位於香港新九龍內地段6116號的長沙灣順寧道16-20號、保安道2-2A號、東沙島街186-190號，共有7幢13層高的住宅發售計劃樓宇，1至4座位於西翼，5至7座位於東翼，由行人天橋連接。
樂年花園由馬海（建築顧問）有限公司設計，均利建築承建。大廈以L型及長型排列，目的是爭取最多的山景單位，而外立面以古典英式喬治亞設計風格作藍本，各座外牆設有藝術裝飾線，外型酷似同區私人豪宅物業又一居，由於屋苑位於舊啟德機場的高度限制圈內，建築師為了把建築物控制在45.72米的樓宇高度下，以十字型平面規劃，使空間運用得更有效率，以用盡地盤發展潛力去爭取最多的可售面積及單位供應，把利潤極大化。建築師並把升降機機房置於頂層而非天台，來設置更多單位，所以升降機不到頂層。樂年花園於1995年入伙。

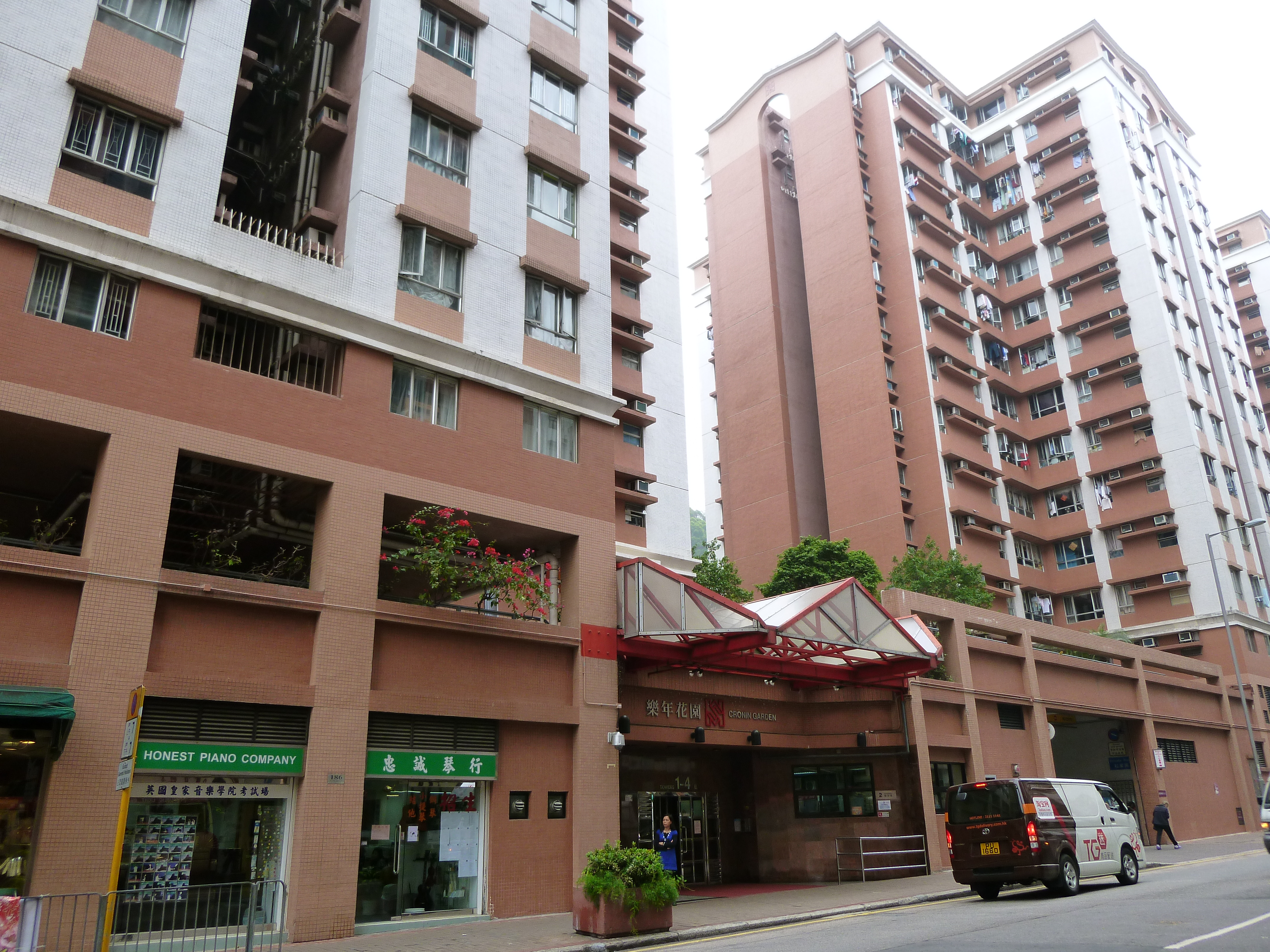
樂年花園1至4座正門入口外貌

## 歷史
樂年花園前身為香港房屋協會首個出租屋苑——上李屋邨，於1952年落成。直到1990年，因為上李屋邨的樓齡已高，故此香港房屋協會把上李屋邨拆卸，重建成樂年花園，並於1995年入伙。
樂年花園命名是紀念1990年逝世的房協創辦人之一暨第四任主席－龔樂年神父（Rev. Fergus Cronin, OBE, S.J.）。
2018年7月，該屋苑單位為3座高層C室，實用802方呎，剛以綠表價873萬元易手，呎價10,885元，創九龍未補價資助房屋新高。

## 教育

### 幼稚園
- 雅各中英文幼稚園（深水埗校） （页面存档备份，存于）（1995年創辦）